# Cartamundi
Het bedrijf Cartamundi, eerder bekend als Carta Mundi (Latijn voor kaarten voor de wereld), is een producent van kaartspelen. De onderneming is gevestigd in Turnhout, België en werd in 1970 opgericht. Het heeft elf fabrieken en dertien verkoopvestigingen in onder andere België, Duitsland, Polen, het Verenigd Koninkrijk, Frankrijk, Ierland, Nederland, Zweden, de Verenigde Staten, Brazilië, India en Japan. Cartamundi is de grootste producent van speelkaarten ter wereld.

## Geschiedenis
In 1965 zijn de eerste drukpersen aan de slag gegaan in de fabrieken van toen de dag Carta Mundi. Na vele jaren produceren van kaarten op eigen benen, is er besloten een joint venture aan te gaan. Deze vond plaats in 1970 tussen Brepols, Van Genechten en Biermans. De krachten werden gebundeld en Carta Mundi werd een grote speler in de speelkaartenwereld.
Carta Mundi werd Cartamundi en de betekenis hiervan is ‘Kaarten voor de wereld’. Cartamundi is in 1970 opgericht met als doel kaarten te maken. Anno 2018 is het doel van Cartamundi om wereldreferentie van de markt te zijn.
In 1993 vond de eerste uitbreiding plaats, namelijk de opstart van Cartamundi France. Met de opening van het verkoopkantoor doet Cartamundi intrede in de Franse markt. Anno 2018 is het bedrijf nog altijd actief en telt het meer dan 50 werknemers.
In 1993 werd er ook besloten dat er een verkoopkantoor moest komen in de Verenigde Staten, deze werd opgericht in Fort Henry, Kentucky. Twee jaar na de oprichting bleek uit marktonderzoek dat het bestaan van een fabriek moest lukken, daarom werd er grond aangekocht in Kingsport, Tennessee. In 1996 werd de fabriek geopend door de heer Philippe de Somer. Binnen de 3 jaar steeg de omzet over de $10 miljoen en de fabriek werd uitgebreid. Na de uitbreiding werden er Pokémonkaarten gefabriceerd, kwamen er reuzenorders van McDonald's en Philip Morris binnen en bleef de omzet stijgen. In 2006 werd Yaquinto Printing in Dallas overgenomen, een van de grootste producenten in de markt voor kaarten. Twee jaar later wordt er nog een productiefaciliteit geopend, dit is een van de grootste in heel Amerika. Yaquinto en Cartamundi Dallas INC verhuizen naar een nieuwe fabriek en gaan verder onder de naam Cartamundi Dallas INC, ook wel Cartamundi USA genoemd.
In 2000 werd Cartamundi Hungary toegevoegd kwamen er twee verkoopkantoren bij, één in Nederland en één in Zweden. Hiermee kwamen Cartamundi Nederland en Cartamundi Nordic tot stand.
De in Zwitserland gevestigde speelkaartenfabriek, AG Muller, is in 1828 opgericht door Johann Bernhard Zundel. Na meerdere overnames en verhuizingen komen we in 1999 terecht. De toenemende concurrentiedruk verhoogt en er werd meer toenadering gedaan tot allianties. Cartamundi kocht de aandelen over van Biella Neher AG en kreeg er een 100% dochter bij. Het tweede deel van het bedrijf, Urania Verlags AG, werd in 2000 verkocht aan Bauer Verlag in Freiburg (Breisgau, Duitsland). Bauer ging in 2001 in vereffening en toen besloot Cartamundi, Urania over te nemen. Urania Verlags AG en AGM AGMuller smolten in Juni 2004 samen tot AGM Aktiengesellschaft Muller Urania, wat vandaag de dag bekend is als AGM AGMuller.
In 2002 voegden twee bedrijven zich bij de Cartamundi familie, Cartamundi España en Cartamundi Asia Pacific. Cartamundi Asia Pacific is ontstaan door het oprichten van een bedrijf in Singapore, zij verkopen de producten van Cartamundi naar Azië, Australië en Nieuw-Zeeland. Dankzij dit bedrijf is het voor Cartamundi nog makkelijker om wereldwijd te opereren.
Cartamundi España  is het samenvoegen van de overnames van Naipes Comas en Maestros Naiperos. 
Naipes Comas werd in 1797 opgericht door Pedro Comas Sumilla in Mataro, bij Barcelona, Spanje. In 1810 zijn ze verhuisd naar Barcelona. Door de jaren heen is het bedrijf doorgegeven binnen de familie Comas. Sebastian Comas heeft in 1850 het besluit genomen speelkaarten te exporteren naar Argentinië en zo ontstond hier een zakenrelatie. Het bedrijf kende zijn succes in 1896, enkele jaren later, tijdens het begin van de jaren 20 ontstonden de Engelse en Franse speelkaarten. Kort daarna ontstonden de Spaanse poker speelkaarten met 52 kaarten in een deck. 213 jaar na het oprichten van Naipes Comas heeft Cartamundi de oudste speelkaartenmakerij van Spanje overgenomen. Kort voor de overname in 2010 produceerde zij jaarlijks 1 miljoen kaartspellen. Dankzij deze overname heeft Cartamundi de distributie- en reproductierechten van de Spaanse voorkanten in handen. In België wordt er gespeeld met klaveren, schoppen, ruiten en harten en in Spanje spelen ze met munten, kelken, knotsen en zwaarden. Maestros Naiperos zag het licht in de jaren 20. Ze zijn snel uitgegroeid tot een Spaans bedrijf gespecialiseerd in de productie en distributie van de Naipes/Juegos spellen.
De achtste overname vond plaats in 2002, het bedrijf Spielkartenfabrik Altenburg. In 1832 werd de kaartenproducent gesticht door de gebroeders Bechstein. Door de jaren heen ontwikkelde het merk ASS (betekenis: aas) zich en werd de onderneming gesplitst in een Oost- en West-Duits gedeelte. Door een politieke ommekeer in 1991 werd de speelkaartenfabriek geprivatiseerd, enkele jaren later werd deze verkocht aan de firma Ravensburger. In 2002 werd de speelkaartenfabriek Altenburg verkocht door Ravensburger aan Cartamundi, die tevens al eigenaar van het merk ASS was. Een jaar na de overname worden de bedrijven terug herenigd in Altenburg, waar ze op de dag van vandaag nog altijd gevestigd zijn en fungeren als ASS Spielkartenfabrik Altenburg.
In 2003 naam Cartamundi Games & Print Services over, dit bedrijf in samenwerking met, het toen huidige verkoopkantoor in Engeland, vormt Cartamundi UK. Games & Print is tot leven gekomen als Thames Pad LTD. 1980 is het jaar waarin Thames Pad Ltd. begon als drukafwerker en producent van papeterie items. Enkele jaren na start kregen ze een grote aanvraag om honderdduizenden spellen te maken in kaartsets van 1.000 stuks, voor Who Wants to Be a Millionaire?. Voor dit doel werd Trainwell Limited opgericht. 5 Jaar na de start van de productie verloren ze hun licentie wat leidde tot het sluiten van de fabriek. De machines en werknemers werden overgeplaatst naar Canvey Island en Games and Print kwam tot leven. In 1999 begon Games & Print Services met de productie van Pokémonkaarten en in 2003 nam Cartamundi de onderneming over.
Kort na deze overname werd Polen toegevoegd op de wereldkaart, dankzij de overname van Dertor. In 1990 werd Dertor opgericht, 2 jaar later startte ze met de distributie van geïmporteerde speelkaarten vanuit Spanje. Dit was niet genoeg en daarom besloten ze in 1997 een eigen merk speelkaarten te ontwikkelen waarvan de productie nog in een andere fabriek gebeurde. In 2000 verhuisde Dertor naar Truskaw in Warschau zodat ze zelf de productie van speelkaarten konden doen. In 2003 richtte Cartamundi, Carta Mundi Polska op in Chelmek, Polen. Deze vestiging moest dienen als verkoopkantoor voor de Belgische producten. Twee jaar later namen ze Dertor over en een jaar later worden beide bedrijven geïntegreerd als één bedrijf, Cartamundi Polska. In 2008 opende ze een nieuwe fabriek en verhuisde ze naar Krakow, Polen.
In 2005 nam Cartamundi 50% deelname in Copag Da Amazonia Brazilië. Copag Da Amazonia Brazilië werd in 1908 opgericht door Albino Dias Gonçalves, een grafisch vormgever, in Sao Paulo. Vanaf het begin waren ze de absolute leider in het marktsegment en dat zijn ze op de dag van vandaag nog. Ze zijn begonnen als importerende onderneming, maar vanaf 1918 produceren ze hun eigen kaartspellen en sturen ze een gedeelte van de productie naar de internationale markt. Doordat ze de nummer 2 van de Braziliaanse markt hebben overgenomen versterken ze hun positie alleen maar meer. De kaarten Copag 139 zijn wereldwijd bekend.
Evelin Burger en Johannes Fiebig zijn tarotauteurs die in 1989 Königsfurt Verlag hebben opgericht. Ze brachten hun eigen tarotkaarten op de markt en na 10 jaar wordt de familieonderneming de marktleider voor tarot&co. In 2004 hebben ze ter ere van de 100ste verjaardag van Salvador Dali een Jubileums editie uitgebracht die een grote internationale indruk naliet. Sinds 2007 behoort Königsfurt tot de Cartamundi familie en fungeren zij onder de naam: Königsfurt Urania Verlag. Op de dag van vandaag heeft Königsfurt alles te maken met tarotkaarten en esoterie.
In 2010 kwam er een joint venture tot stand tussen Parksons Games en Cartamundi. In 1955 is het bedrijf Parker & sons opgericht door de heer Parker zelf. Twee jaar later wordt het bedrijf overgenomen en komt het in de printindustrie terecht, het bedrijf is gevestigd in Lalbaug, Mumbai. In 1959 wordt de focus verlegd naar speelkaarten en komt er een extra fabriek bij in Andheri. Het bedrijf splits in twee in 1996 en krijgt een productiefabriek en een verpakkingsfabriek. Ze specialiseren zich in de marketing van speelkaarten en spellen en komen dan Cartamundi tegen. Anno 2018 is Parksons Cartamundi gespecialiseerd in speelkaarten en hebben ze nog een extra fabriek geopend.
In 2011 werd er nog een land bijgevoegd aan het lijstje van Cartamundi, namelijk Italië. Cartamundi Italy is een verkoopkantoor gevestigd in Venetië.
Cartamundi kruist in 2013 het pad van Playlane en de eerste Belgische overname ooit gaat in de boeken. Playlane wordt Cartamundi Digital en het begin van een groot succes is opgestart. Playlane werd op de wereld gezet in 2007 als ontwikkelingsbedrijf voor educatieve spellen. Door hun grote succes, werden ze al snel aangesproken door de entertainment wereld. In 2009 kwam hun eigen product op de wereld, Fundels, dit is de digitalisering van prenten- en leesboeken. Op de dag van vandaag wordt er aan de toekomst gedacht en zijn er naast educatieve digitale spellen ook hybride spellen en projecten, waarbij de fysieke en digitale wereld elkaar aanvullen.
In 2013 zag Japan Card Products het licht, zij zijn het resultaat van de joint venture tussen Cartamundi en Amada Holdings. Amada Holdings is opgericht in 1946 in Toshima-Ku, bij Tokyo. 7 jaar na hun oprichting zijn ze begonnen met de verkoop van lintzaagmachines. Daarna hebben ze veel innovaties gekend en de machines werden beter en beter. In 1980 was het tijd voor verandering en begonnen ze met uitbreidingen overzee, deze bleven aanhouden tot de joint venture. In 2010 begonnen ze te printen met de lasersnijmachine, de uitvinding. Sinds 2010 zijn ze wereldwijd terug te vinden en een groot succes. Dankzij de joint venture zullen er Cartamundi kaarten worden geproduceerd en verkocht in Tokyo, Japan.
Een andere overname is die van de groep France Cartes in 2014. De groep France Cartes is ontstaan in 1848, toen Baptiste-Paul Grimaud het atelier van meester Cartier Arnould kocht. Het atelier bevond zich al in Parijs sinds 1750. In 1962 veranderde het bedrijf Grimaud van eigenaar, het werd opgekocht door Jean-Marie Simon, eigenaar van Ducale. Dankzij deze overname wordt het bedrijf nummer één van de speelkaartenmarkt in Frankrijk en krijgt het de naam France Cartes. Door de jaren heen heeft het bedrijf meerdere, verschillende eigenaren gekend. In 2012 is het bedrijf gesplitst in 2 divisies: de groep France Cartes en de groep Jeu Jura/Vilac. De overname van de groep France Cartes door Cartamundi heeft plaatsgevonden in 2014.
De grootste overnames zijn de twee overnames van de fabrieken Hasbro in 2016. Hasbro Ireland is opgericht in 1977 in Waterford. Dankzij toewijding en 40 jaar ervaring zijn ze anno 2018 de grootste speelfabriek van Europa. De bouw voor de Hasbro fabriek in East Longmeadow is gestart in 1963 en heeft 2 jaar in beslag genomen. De oprichter was Milton Bradley. Hasbro heeft de fabriek door de jaren heen overgenomen en uitgebouwd tot een van de grootste speelfabrieken. Deze fabrieken fabriceren voortaan als: Cartamundi East Longmeadow en Cartamundi Ireland.
In juni 2019 kondigt Cartamundi aan dat zij een overeenkomst hebben bereikt voor de overname van The United States Playing Cards Company met fabrieken in Kentucky, VS en Vitoria, Spanje van eigenaar Newell Brands. 
In totaal bestaan er anno 2018, 13 verkoopkantoren en 11 productieplants van Cartamundi.